# Ternand
Ternand ist eine französische Gemeinde mit 747 Einwohnern (Stand: 1. Januar 2022) im  Département Rhône in der Region Auvergne-Rhône-Alpes. Sie gehört zum Arrondissement Villefranche-sur-Saône, zum Kanton Val d’Oingt und ist Mitglied im Gemeindeverband Beaujolais Pierres Dorées. 

## Geographie
Ternand liegt rund 31 Kilometer nordwestlich von Lyon und etwa 15 Kilometer westsüdwestlich von Villefranche-sur-Saône noch im Weinbaugebiet Bourgogne am Azergues.

### Nachbargemeinden
Umgeben wird Ternand von den Nachbargemeinden Létra im Norden, Sainte-Paul im Nordosten, Val d’Oingt mit Saint-Laurent-d’Oingt im Osten und Südosten, Saint-Vérand im Süden sowie Dième im Westen.

## Bevölkerungsentwicklung
| Jahr                       | 1962 | 1968 | 1975 | 1982 | 1990 | 1999 | 2006 | 2012 |
| Einwohner                  | 329  | 349  | 411  | 443  | 588  | 625  | 729  | 702  |
| Quellen: Cassini und INSEE |      |      |      |      |      |      |      |      |

## Sehenswürdigkeiten

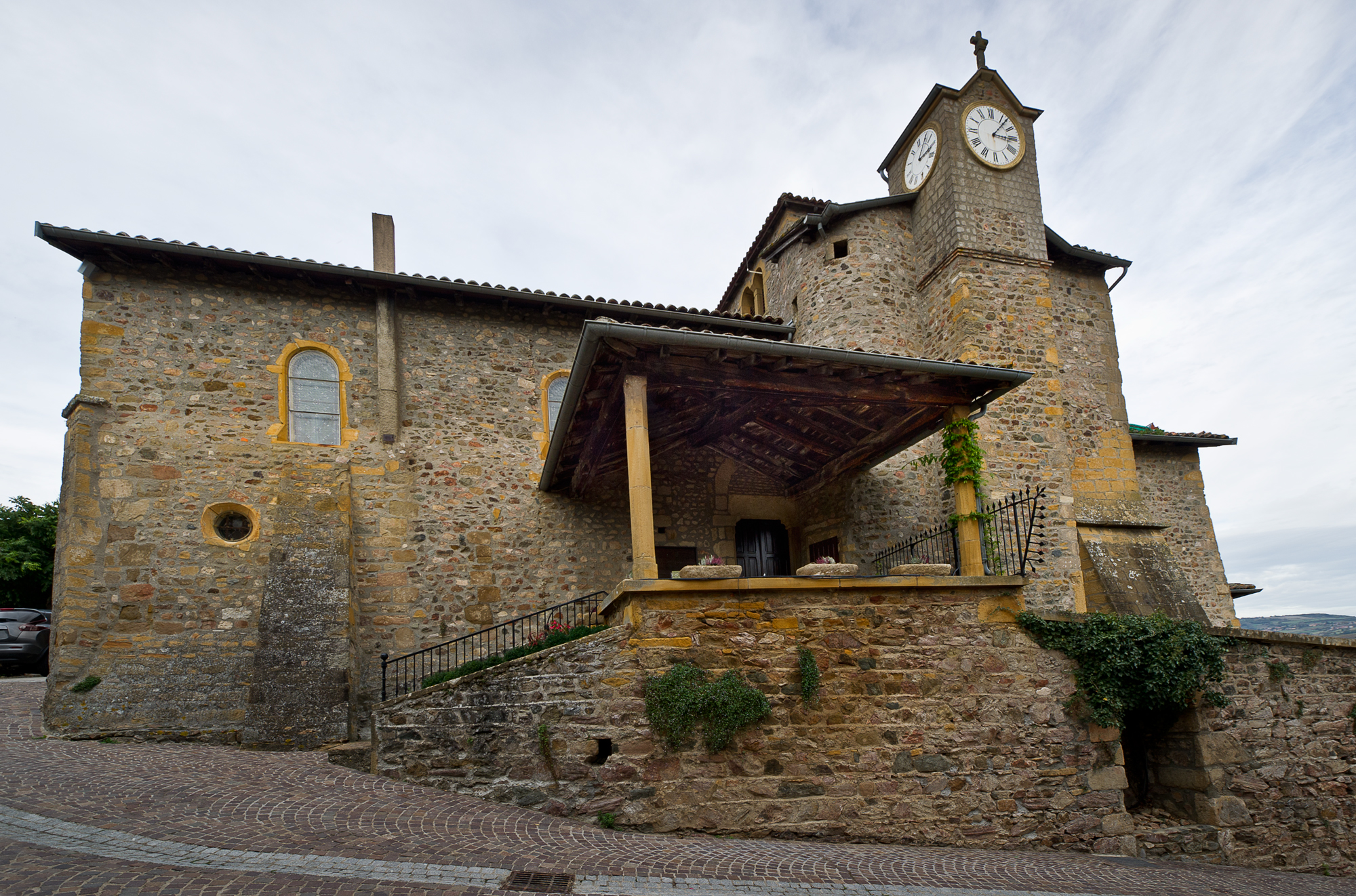
Kirche Notre-Dame-de-la-Nativité
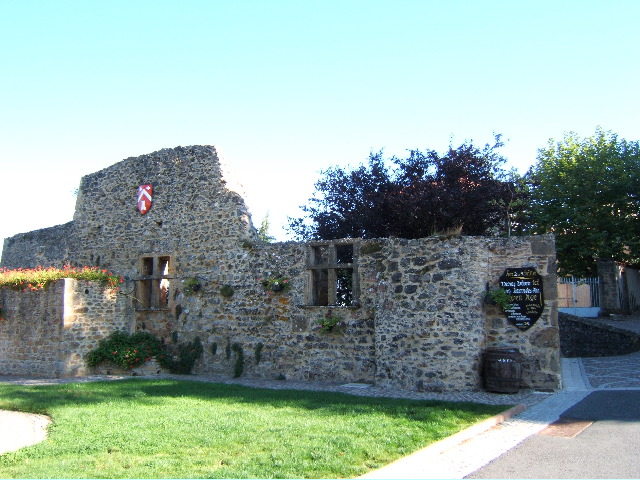
Burgruine aus dem 12. Jahrhundert

- Kirche Notre-Dame-de-la-Nativité
- Burgruine